# San Bartolo Ozocalpan
San Bartolo Ozocalpan es una localidad de México perteneciente al municipio de Chapantongo en el estado de Hidalgo.

## Geografía
A la localidad le corresponden las coordenadas geográficas 20° 13’ 26.368” de latitud norte y 99° 29’ 23.665” de longitud oeste, con una altitud de 2256 m s. n. m. Se encuentra a una distancia aproximada de 12.87 kilómetros al suroeste de la cabecera municipal, Chapantongo.
En cuanto a fisiografía se encuentra dentro de las provincia del Eje Neovolcánico, dentro de la subprovincia de Llanuras y Sierras de Querétaro e Hidalgo; su terreno es de sierra y lomerío. En lo que respecta a la hidrografía se encuentra posicionado en la región Panuco, dentro de la cuenca del río Moctezuma, en la subcuenca del río Alfajayucan. Cuenta con un clima templado subhúmedo con lluvias en verano, de humedad media.

## Demografía
En 2020 registró una población de 1672 personas, lo que corresponde al 12.89 % de la población municipal. De los cuales 799 son hombres y 873 son mujeres. Tiene 4502viviendas particulares habitadas.
| Gráfica de evolución demográfica de San Bartolo Ozocalpan entre 1900 y 2020                  |
|                                                                                              |
| Población de los censos y conteos del Instituto Nacional de Estadística y Geografía (INEGI). |

## Economía
La localidad tiene un grado de marginación alto y un grado de rezago social bajo.